# 觉苏瓦艾
覺蘇瓦艾（發音：[tɕɔ̀zwà]）即覺蘇瓦二世，舊譯憍苴尼，又稱萊悉信（發音：[lézíʃɪ̀ɴ]），他是緬甸彬牙王國君主，1350年至1359年間在位。覺蘇瓦艾是前任國王覺蘇瓦一世的兒子，因繼承了父王的四頭白象而被稱為萊悉信，意為「四白象王」。
覺蘇瓦一世因長子烏茲那比昂腿部有疾，以次子覺蘇瓦二世為王儲。1350年，覺蘇瓦一世崩逝，覺蘇瓦二世即位為王。與前代彬牙諸王一樣，覺蘇瓦二世的統治範圍僅局限在上緬糧倉皎施地區，南方的卑謬總督與東吁總督對彬牙王廷只有名義上的臣服。覺蘇瓦二世登基後不久，央米丁總督斯伐修寄叛歸實皆王國。1351年，實皆王國的答里必牙二世派遣索敏、達多信滕夫婦作為使節，向覺蘇瓦二世提議兩國休兵和談，憍苴二世欣然接受。
這份和約是1315年以來兩王國的首次合作，可能是來自北方的威脅迫使他們團結。北方麓川（或稱木撣）的首領思可法起兵反元，成功在1342年、1346年和1348年三次擊退元軍的征討。1355年，元廷接受了麓川名義上的臣服。不久，思可法南侵，劫掠實皆。木撣人的劫掠迫使實皆王國去尋求與彬牙王國更緊密的同盟。1357年（或1358年），實皆王后索敏以公主欣紹基與憍苴二世和親，憍苴二世立其為王后。
1358年，木撣人出兵劫掠實皆，東吁總督趁機叛亂並劫掠了設防不嚴的皎施地區，覺蘇瓦二世因此未能給予實皆王國足夠的幫助。1359年初，木撣人已突破實皆國境、侵入了彬牙王國的疆域。有碑銘記載，木撣人洗劫了彬牙王國大半疆域，覺蘇瓦二世也崩逝於這次戰事之中。覺蘇瓦二世無子嗣，其弟那臘都繼位為王。